# Matilda Åhlberg
Matilda Åhlberg, född den 21 april 2000, är en svensk basketspelare som spelar för Norrköping.

## Biografi
Matilda Åhlberg som tidigare spelat för Luleå spelar sedan 2022 i Norrköping. Hon har vunnit tre SM-guld, två med Luleå och ett med Norrköping. Hon har även representerat det svenska landslaget där hon debuterade 2022.